# Taufkirchen an der Trattnach
Taufkirchen an der Trattnach ist eine Gemeinde in Oberösterreich im Bezirk Grieskirchen im Hausruckviertel mit 1952 Einwohnern (Stand 1. Jänner 2024). Die Gemeinde liegt im Gerichtsbezirk Grieskirchen.

## Geografie
Taufkirchen an der Trattnach liegt auf einer Höhe von 377 m ü. A. im Hausruckviertel. Die Ausdehnung beträgt von Nord nach Süd 7 km, von West nach Ost 6,6 km. Die Gesamtfläche beträgt 24,6 km², 13,8 % der Fläche sind bewaldet, 77,6 % der Fläche sind landwirtschaftlich genutzt.

### Gemeindegliederung
Das Gemeindegebiet umfasst folgende 37 Ortschaften (in Klammern Einwohnerzahl Stand 1. Jänner 2024):
- Adrischendorf (16)
- Aich (212)
- Aichet (20)
- Altenhof (11)
- Brandstetten (23)
- Damberg (11)
- Dietensam (96)
- Eiblhub (18)
- Erb (8)
- Fellhof (4)
- Fürstling (4)
- Gries (11)
- Grubhof (4)
- Gstötten (4)
- Haslau (28)
- Hehenberg (109)
- Helmling (31)
- Hofmaning (24)
- Holz (6)
- Keneding (24)
- Korntnerberg (19)
- Mödlbach (51)
- Niedertrattnach (77)
- Oberolzing (28)
- Obertrattbach (9)
- Obertrattnach (318)
- Odlboding (36)
- Ragering (36)
- Reischau (29)
- Roith (86)
- Taufkirchen an der Trattnach (355)
- Unterolzing (41)
- Untertrattbach (33)
- Vatersam (52)
- Weidenau (6)
- Widldorf (96)
- Winkl (16)

Die Gemeinde besteht aus den Katastralgemeinden Damberg, Keneding, Kortnerberg, Mödelbach, Roith und Widldorf.

### Nachbargemeinden
| Kallham  | Neumarkt                                    | Pötting     |
| Wendling | Kompassrose, die auf Nachbargemeinden zeigt | Tollet      |
|          | Hofkirchen                                  | St. Georgen |

## Geschichte
Durch Taufkirchen haben Römerstraßen geführt.

### Zeittafel
| Jahr(e)   | Ereignis |
| --------- | --- |
| 0785      | Ein Priester namens Selnrich hat seine Besitzungen in „dratihaha“ (Trattnach-Obertrattnach) der Kirche geschenkt. Mit Schenkung dieses Eigengutes in Trattnach an die Domkirche St. Stephan in Passau wurde ein wichtiges kulturhistorisches und rechtsgeschichtliches Ereignis vollzogen. |
| 1000      | Taufkirchen wird Seelsorgemittelpunkt eines ausgedehnten Gebietes. |
| 1088      | Schloss Roith, einer der ältesten Edelsitze, wird erstmals urkundlich erwähnt, obwohl seine Gründung vor dem Jahre 1000 erfolgt sein dürfte. |
| 1203      | Erste urkundliche Erwähnung eines Edelsitzes in Vatersam. |
| 1200–1220 | Taufkirchen an der Trattnach wird erstmals urkundlich erwähnt. |
| 1293      | Erste urkundliche Erwähnung von Höhenberg als Hehenberg. |
| 14. Jh.   | Die Kirche zum Hl. Vitus in Höhenberg entsteht im gotischen Baustil. |
| 1475      | Die Kirche zum Hl. Jakobus in Hinteraichet wird erstmals urkundlich erwähnt. |
| 1516–1530 | Im Urbar der Pfarre ist von einem Schulmeister die Rede. |
| ab 1600   | Kallham wird Pfarre und Taufkirchen wird zu einem Vikariat zurückgestuft. |
| 1620      | Schloss Roit und der Pfarrhof durch bairische Soldaten niedergebrannt. |
| 1633      | In einer Passauer Liste scheint Taufkirchen wieder als eigene Pfarre auf. |
| 1670–1980 | Die im romanischen Baustil errichtete Kirche erhält ein im Renaissancestil erbautes Hauptschiff. |
| 1725      | Durch einen nochmaligen Umbau erhält das Gotteshaus an der Nordseite die Sebastiani-Kapelle. |
| 1790      | Das aus Holz erbaute Schulhaus wird durch einen Brand zerstört und durch das erste gemauerte Schulhaus ersetzt. |
| 1835      | Die Musikkapelle wird ins Leben gerufen. |
| 1850      | Der erste Bürgermeister ist Johann Trinkfaß. |
| 1861      | Mit der Eröffnung der Kaiserin-Elisabeth-Bahn wird die Gemeinde an das europäische Bahnnetz angeschlossen. |
| 1870      | Errichtung des K.K. Postamtes Obertrattnach |
| 1886–1887 | Die Lourdes-Kapelle in Aich wird von den Eheleuten Johann und Maria Hager auf eigene Kosten und Grund erbaut. |
| 1890      | Gründung der Freiwilligen Feuerwehr Taufkirchen an der Trattnach. |
| 1891      | Taufkirchen wird zum zweiten Mal kirchenrechtlich zur selbstständigen Pfarre. |
| 1898      | Die Raiffeisenkasse Taufkirchen wird gegründet. |
| 1901      | Gründung des Musikvereins |
| 1913      | Die letzten Reste von Schloss Roith fallen. |
| 1921      | Verlegung des Postamtes nach Taufkirchen. |
| 1950      | Am östlichen Ortseingang wird das Gemeindehaus errichtet. |
| 1958–1962 | Große Außen- und Innenrenovierung der Kirche |
| 1959      | Das Postamt wird im Zubau des Gemeindeamtes untergebracht. |
| 1971      | Restaurierung des Pfarrhofes und Adaptierung des Wirtschaftsgebäudes zu einem Pfarrheim |
| 1974      | 7. Oktober – Verleihung des Gemeindewappens (Beschluss der oberösterreichischen Landesregierung). Genehmigung durch den Gemeinderat am 28. August 1974. |
| 1984      | Innenrenovierung der Pfarrkirche |
| 1985      | Taufkirchen an der Trattnach feiert sein 1200-jähriges Bestehen. |
| 1994      | Segnung der neuen Orgel |
| 2009      | Markterhebung |

## Kultur und Sehenswürdigkeiten
- Die Pfarrkirche Taufkirchen an der Trattnach ist dem Hl. Martin (Namenstag: 11. November) geweiht. Die Pfarre Taufkirchen war lange Zeit dem Fürstbischof von Passau unterstellt und gehört heute zum Bistum Linz.
- Die Filial- und Wallfahrtskirche Hehenberg (Höhenberg) ist dem hl. Vitus (15. Juni) geweiht.
- Die Kirche in Roith (zugehörig zum Wasserschloss Roith) wurde in der Reformationszeit auf Anordnung des Kaisers demoliert.
- Vom ehemaligen Wasserschloss blieben die Erdsubstruktionen, der 1820 entwässerte Teich und die Nebengebäude übrig. Roith war ein Pfleggericht. Im Jahre 1956 kamen die Grafen Walderdorff nach Roith.
- Die Orgelbauerfamilie Steininger war lange Zeit hier ansässig. 17 Orgeln und über hundert neue Harmonien wurden hier gebaut.

## Wirtschaft und Infrastruktur
Taufkirchen ist eine ländlich strukturierte Wohngemeinde. Der Agraranteil der Gemeindefläche liegt bei 78 Prozent, der Waldanteil bei 14 Prozent. Diese Flächen werden von 77 landwirtschaftlichen Betrieben bearbeitet, davon sind 42 Haupterwerbsbauern.

### Bildung
Neben einem Kindergarten gibt es eine Volksschule und eine Mittelschule in der Gemeinde.

### Verkehr
- Eisenbahn: Durch das Gemeindegebiet verläuft die Passauer Bahn mit der Haltestelle Obertrattnach-Markt Hofkirchen. Von hier gibt es Direktverbindungen nach Passau, Linz und Simbach.[6]
- Bus: Busse verkehren nach Grieskirchen und Haag am Hausruck.[6]
- Straße: Die wichtigste Straßenverbindung ist die Innviertler Straße B137.

## Politik

### Gemeinderat
Der Gemeinderat hat seit 2012 19 Mitglieder.
- Mit den Gemeinderats- und Bürgermeisterwahlen in Oberösterreich 2003 hatte der Gemeinderat folgende Verteilung: 13 ÖVP, 7 FPÖ und 5 SPÖ. (25 Mandate)
- Mit den Gemeinderats- und Bürgermeisterwahlen in Oberösterreich 2009 hatte der Gemeinderat folgende Verteilung: 12 ÖVP, 10 FPÖ und 3 SPÖ. (25 Mandate)
- Mit den Gemeinderats- und Bürgermeisterwahlen in Oberösterreich 2015 hatte der Gemeinderat folgende Verteilung: 11 ÖVP, 10 FPÖ, 2 SPÖ und 2 NEOS. (25 Mandate)
- Mit den Gemeinderats- und Bürgermeisterwahlen in Oberösterreich 2021 hat der Gemeinderat folgende Verteilung: 10 ÖVP, 7 FPÖ und 2 SPÖ. (19 Mandate)[7]

### Bürgermeister
- seit 1994 Gerhard Schaur (ÖVP)

### Wappen
Blasonierung: „In Silber über einer blauen Wellenleiste ein aus zwei roten Balkenstücken sich erhebender, mit einem roten Kreuz besteckter roter Sparren.“
Die Gemeindefarben sind Rot-Weiß-Blau.
Das 1974 verliehene Wappen verweist mit Kreuz und Wellen auf den Ortsnamen, der Wellenbalken steht gleichzeitig für die Trattnach.

## Persönlichkeiten

### Söhne und Töchter der Gemeinde
- Josef Krempl (* 11. Februar 1862; † 4. April 1914 in Wien), Mundartdichter, wurde in der Ortschaft Obertrattnach geboren.
- Alois Gruber (* 21. Dezember 1908 in Weidenau; † 22. Februar 1959 in Klagenfurt), Politiker, Abgeordneter zum Nationalrat
- Alois Ecker (* 1955), Historiker

### Mit der Gemeinde verbundene Persönlichkeiten
- Matthias Altmann (1790–1880), Dichter
- Franz Schiemer (* 1986), ehem. Fußballspieler und Fußballmeister u. a. mit dem FC Red Bull Salzburg.